# Casey Stoney
Casey Jean Stoney (Basildon, Inglaterra; 13 de mayo de 1982) es una entrenadora de fútbol y exfutbolista inglesa. Dirigirá al San Diego, futuro equipo de la National Women's Soccer League de Estados Unidos que ingresará a la liga en 2022. Terminó su carrera de jugadora en 2018 y jugó más de 100 partidos para la Selección de Inglaterra. En 2015 fue nombrada Miembro de la Orden del Imperio Británico (MBE).

## Clubes

### Primeros años y debut profesional
En 1994, Stoney se unió al Chelsea a los 12 años. En 1998 se trasladó al Arsenal. Un año más tarde, debutó profesionalmente con el club.

### Charlton Athletic (2002-2007)
En el verano de 2002, Stoney se unió al Charlton Athletic, buscando jugar regularmente. Consiguió una beca en el Centro Nacional de Desarrollo de Jugadores de la Asociación Inglesa de Fútbol en la Universidad de Loughborough. Fue nombrada capitana del equipo y lo dirigió a la semifinal de la Women's FA Cup.

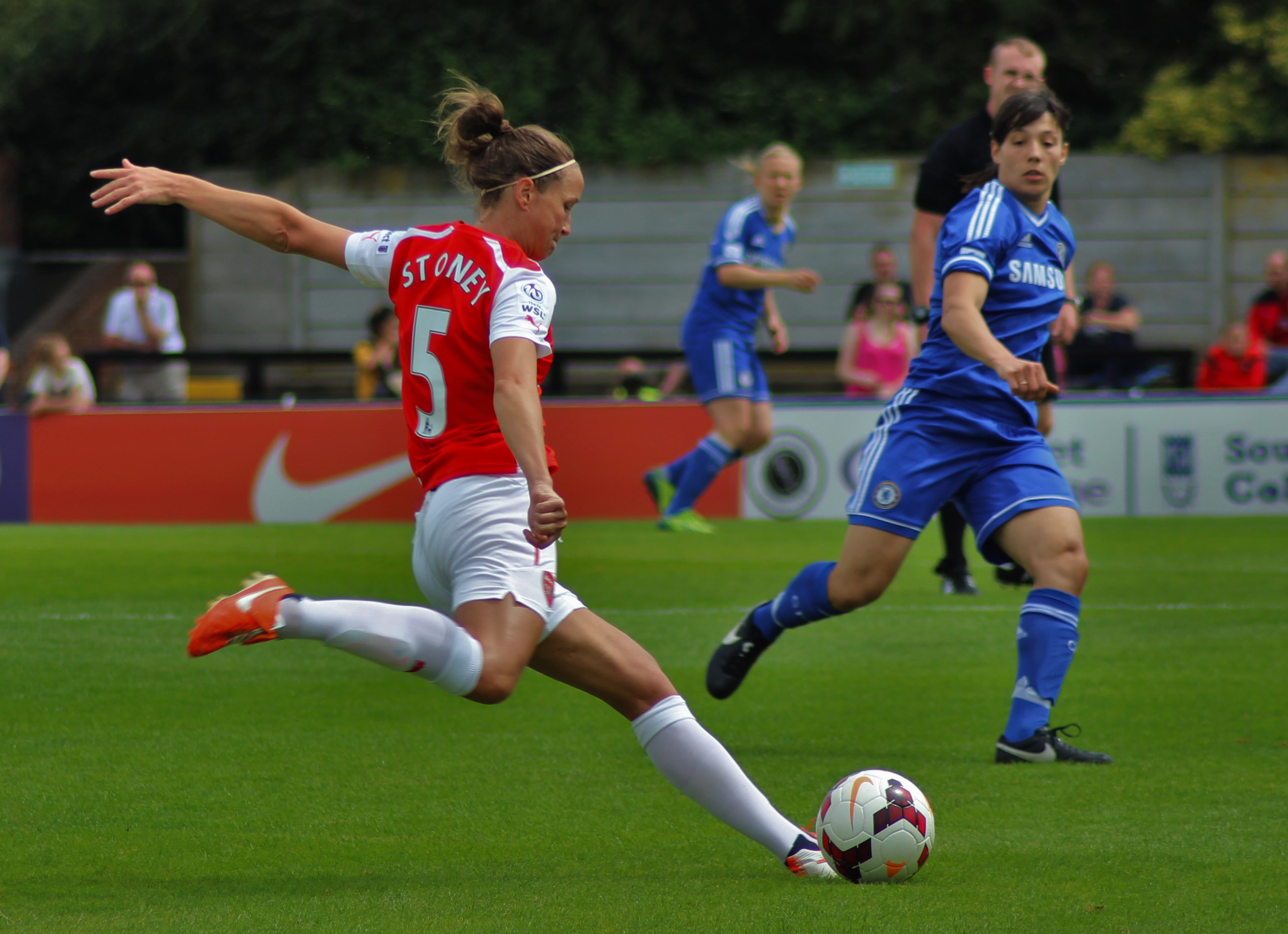
Casey Stoney (rojo) contra el Chelsea.

En 2004, el club ganó la FA Women's Premier League Cup, la Women's FA Cup en 2005 y la League Premier Cup en 2006.
Tras el descenso de la sección masculina del club en 2007, la femenina se disolvió. Stoney se mostró contraria a esta decisión.

### Chelsea (2007-2011)
En julio de 2007, Stoney fue fichada por el Chelsea. Tras la dimisión de Steve Jones, en febrero de 2009 se convirtió en jugadora-entrenadora hasta el final de la temporada.

### Lincoln Ladies (2011-2014)
El 13 de marzo de 2010 Stoney anunció que había firmado con el Lincoln Ladies. La decisión fue tomada cuando se le ofreció la posibilidad de entrenar a tiempo completo.

### Arsenal (2014-2016)
Stoney se unió de nuevo al Arsenal en 2014 con un contrato de dos años.

### Liverpool (2016-2018)
El 16 de diciembre de 2016, Liverpool confirmó que Stoney había firmado un contrato con el club. Jugó su último partido el 21 de febrero de 2018.

## Carrera internacional

### Inglaterra
Habiendo participado en varias de las categorías inferiores, Stoney debutó con la Selección de Inglaterra en agosto de 2002 en un partido contra Francia. En poco tiempo se convirtió en la primera opción para la defensa. Durante la Copa de Algarve 2005, marcó su primer gol en un partido contra Portugal.
Stoney fue seleccionada para representar a Inglaterra en la Eurocopa 2005, sin embargo no jugó ningún partido. Tras la competición, consideró retirarse del fútbol internacional.
En el Mundial 2007, Stoney fue elegida como primera opción en la defensa y fue una de las cuatro jugadoras en disputar todos los partidos de la competición. Al año siguiente fue nombrada Jugadora Internacional del Año.
En mayo de 2009, Stoney fue una de las primeras 17 jugadoras en recibir un contrato central de la Asociación Inglesa de Fútbol. Ese mismo año, participó en la Eurocopa, en la que Inglaterra quedó en el segundo puesto. Dos años más tarde, jugó en el Mundial.
Cuando Faye White se retiró del fútbol internacional en 2012, Stoney fue nombrada capitana de Inglaterra.
En 2013, se convirtió en la primera mujer en el comité directivo de la PFA (Professional Footballers' Association). Tras la mala actuación de Inglaterra en la Eurocopa, Hope Powell fue destituida de su puesto como entrenadora y Mark Sampson ocupó el rol. Estando lesionada, Stoney no fue convocada para el equipo y fue informada de que dejaría de ser la capitana de la selección.
En 2015, Stoney anunció que el Mundial que se jugaría ese año sería su último. Fue seleccionada para participar en la Eurocopa 2017 y jugó su último partido internacional el 21 de octubre de 2017 en un amistoso contra Francia.

### Reino Unido

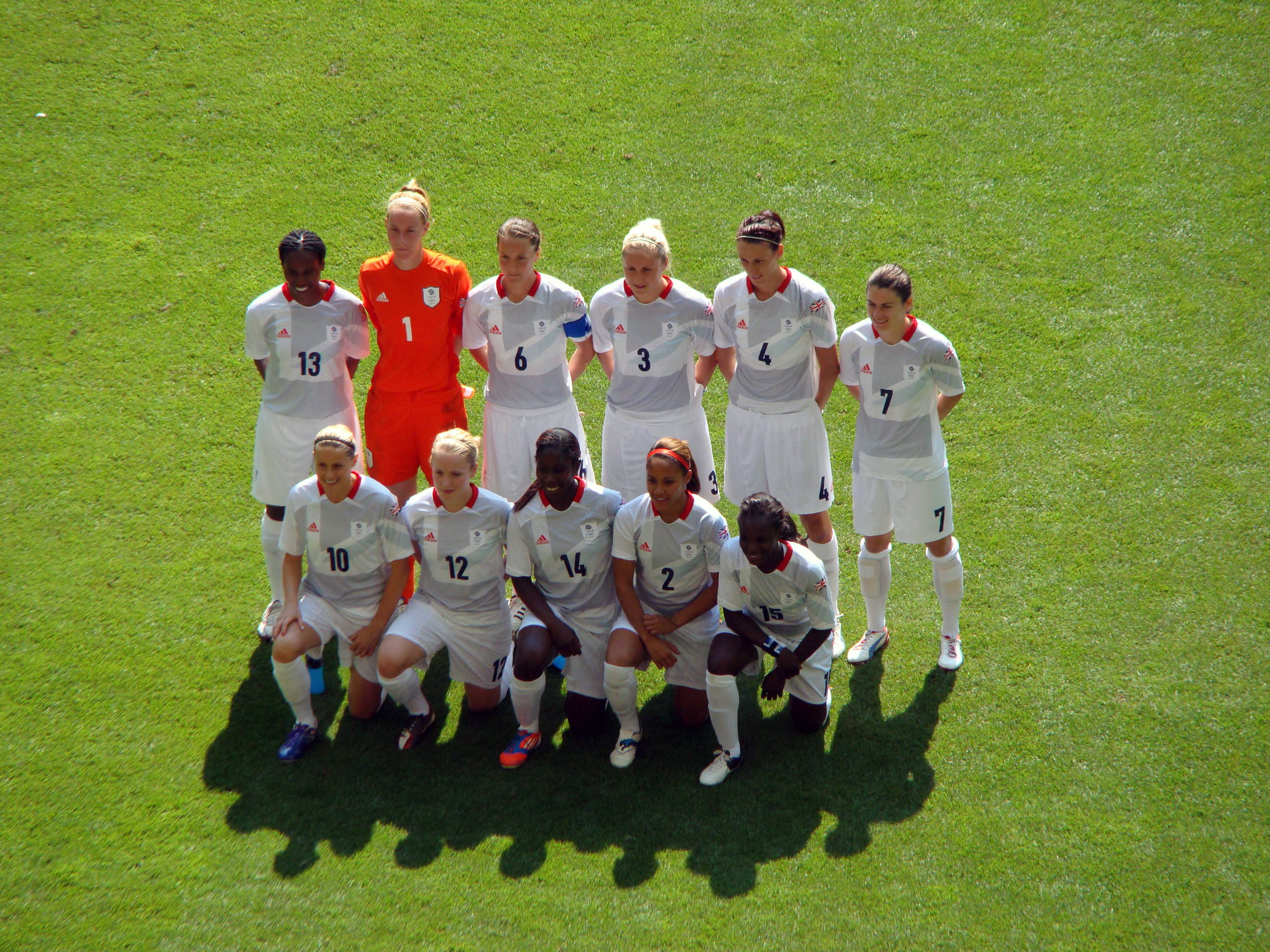
Stoney (número 6) durante los JJOO 2012.

En junio de 2012, Stoney fue una de las 18 jugadoras seleccionadas para representar al Reino Unido en los Juegos Olímpicos de ese mismo año. Al igual que para Inglaterra, fue nombrada capitana del equipo. Reino Unido fue eliminado en los cuartos de final. 
Gracias al tercer puesto de Inglaterra en el Mundial de 2015, Reino Unido se clasificó para los Juegos Olímpicos de 2016. Sin embargo, no llegó a jugar debido a conflictos políticos entre los países integrantes.

## Entrenadora

### Chelsea (jugadora-entrenadora) (2009)
En febrero de 2009, se convirtió en la jugadora-entrenadora del Chelsea tras la dimisión de Steve Jones. Para la temporada siguiente se contrató a otro entrenador, por lo que Stoney volvió a ser solo futbolista.

### Inglaterra (2018)
Tras retirarse, Stoney se unió al equipo directivo de Phil Neville en la Selección de Inglaterra en 2018.

### Manchester United (2018-2021)

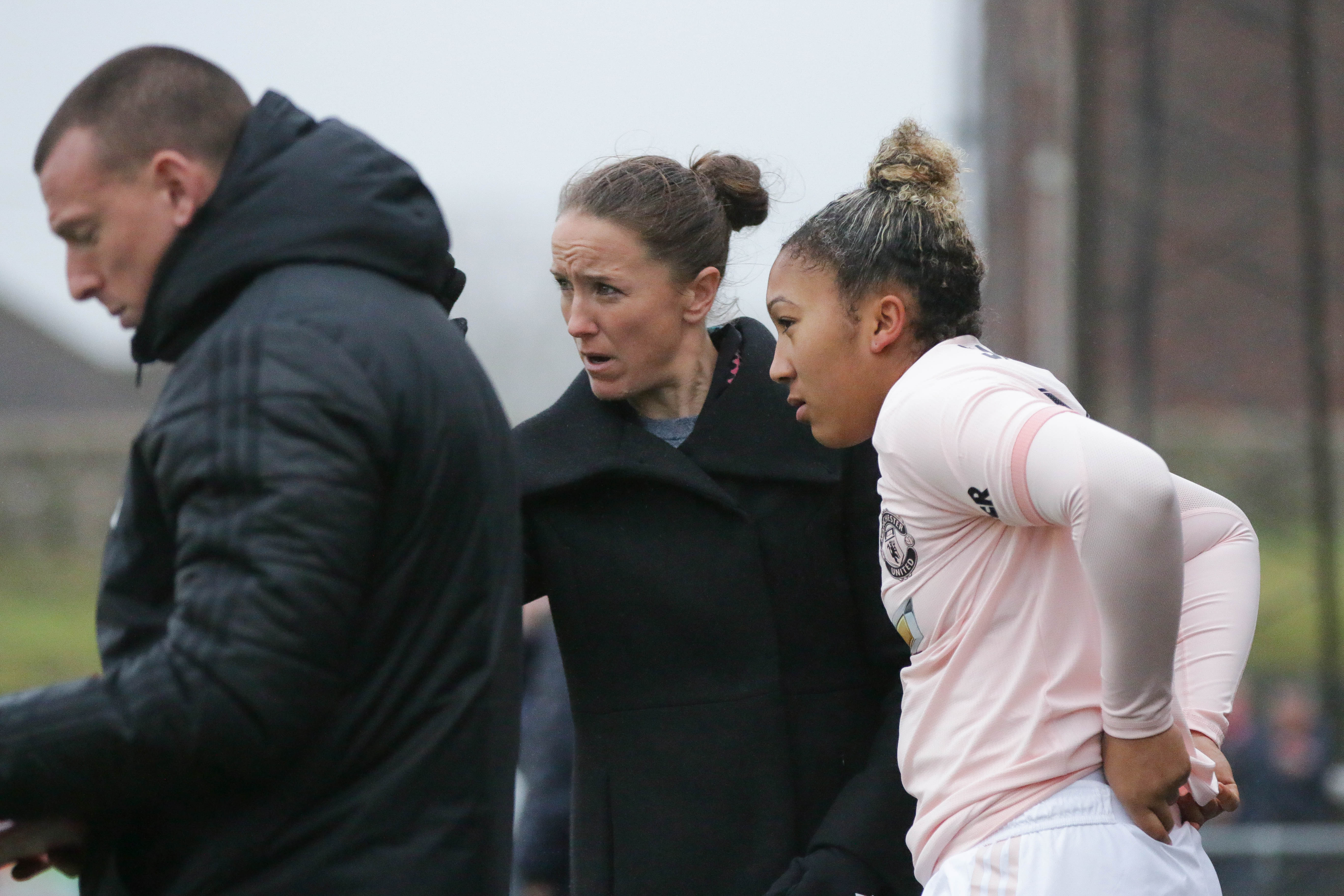
Stoney dando indicaciones durante un partido.

El 8 de junio de 2018, Stoney fue contratada como entrenadora para el equipo femenino recién formado del Manchester United. Debutó en el Derbi del Noroeste de Inglaterra de la League Cup, consiguiendo su primera victoria. Durante su primera temporada, United ganó la FA Women's Championship (2.ª división) y ascendió a la FA WSL (1.ª división), habiendo ganado 18 de 20 partidos. Además del título de liga, también consiguió llegar a cuartos de final de la Women's FA Cup y a la semifinal de la League Cup, venciendo a cuatro equipos de primera división.
En la primera semana de la FA WSL 2019-20 se produjo el primer derby de Manchester, en el que se batió el récord de audiencia de la liga inglesa con 31 213 espectadores. El City venció a las de rojo, pero seis semanas más tarde, en la League Cup, el United ganó a las azules. El 8 de noviembre de 2019, Stoney extendió su contrato hasta 2022.
El 12 de mayo de 2021 se anunció que Stoney dejaría su puesto como entrenadora al final de la temporada.

### San Diego (2021-)
El 14 de julio de 2021 se anunció que Stoney sería la primera entrenadora del San Diego.

### Estadísticas
Actualizado a los partidos jugados el 14 de agosto de 2022
| Equipo            | División      | Temporada     | Historial | Historial | Historial | Historial | Historial | Historial | Historial |
| Equipo            | División      | Temporada     | PJ        | PG        | PE        | PP        | GF        | GC        | DG        |
| ----------------- | ------------- | ------------- | --------- | --------- | --------- | --------- | --------- | --------- | --------- |
| Manchester United | Championship  | 2018-19       | 29        | 24        | 1         | 3         | 113       | 13        | +100      |
| Manchester United | FA WSL        | 2019-20       | 21        | 12        | 2         | 7         | 47        | 19        | +28       |
| Manchester United | FA WSL        | 2020-21       | 27        | 17        | 2         | 8         | 53        | 26        | +26       |
| Manchester United | Total de club | Total de club | 77        | 53        | 5         | 18        | 213       | 58        | +154      |
| San Diego Wave    | NWSL          | 2022          | 22        | 8         | 6         | 8         | 30        | 25        | +5        |
| Total             | Total         | Total         | 99        | 61        | 11        | 26        | 243       | 83        | +159      |

## Palmarés

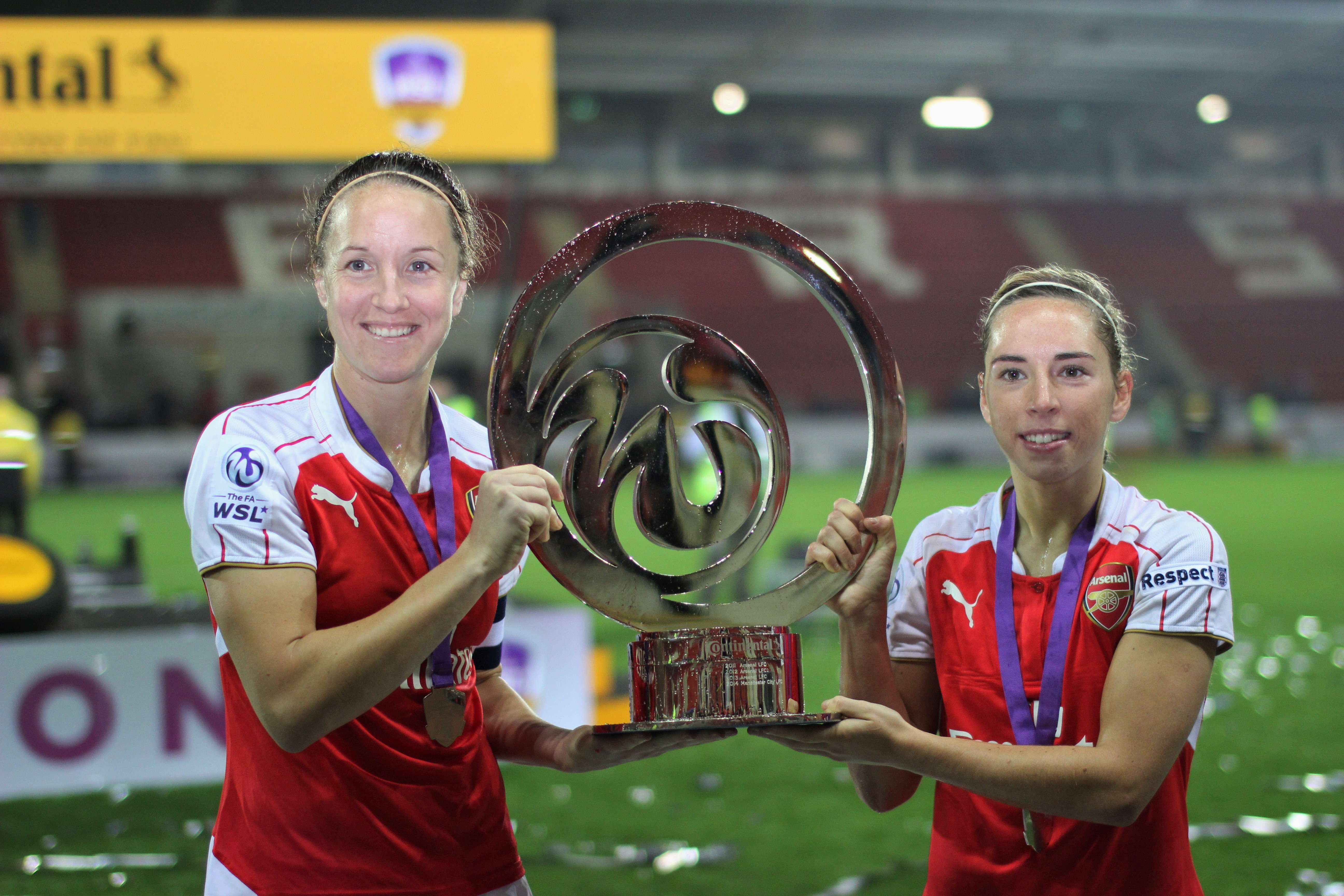
Stoney (izquierda) junto a Jordan Nobbs.

### Jugadora

#### Clubes
Arsenal
- FA Women's Premier League National Division: 2000-01, 2001-02
- Women's FA Cup: 2001, 2014, 2016
- FA Women's Premier League Cup: 2000, 2001

Charlton Athletic
- Women's FA Cup: 2005
- FA Women's Premier League Cup: 2004, 2006

#### Inglaterra
- Eurocopa (subcampeona): 2009[34]
- Mundial (tercer puesto): 2015[35]

#### Individual
- Jugadora Internacional del Año: 2008, 2012
- FA WSL Equipo del Año: 2014-15, 2015-16

### Entrenadora

#### Manchester United
- FA Women's Championship: 2018-19[36]

#### Individual
- Entrenadora del Mes de Women's Championship de LMA: noviembre de 2018,[37] febrero de 2019,[38] abril de 2019[39]
- Entrenadora del Mes de la FA WSL: noviembre de 2020,[40] diciembre de 2020[41]
- Entrenadora del Año de la NWSL: 2022

## Vida privada
Stoney tiene una relación con su antigua compañera de equipo del Lincoln Megan Harris. En 2014, anunció que Harris estaba embarazada con mellizos, quienes nacieron el 8 de noviembre de ese año. El 12 de diciembre de 2017 nació su segunda hija.
En mayo de 2015, la Universidad de Essex otorgó a Stoney un doctorado honoris causa
En junio de 2015, fue nombrada miembro de la Orden del Imperio Británico (MBE).